# おもちゃのまち
おもちゃのまちは、栃木県下都賀郡壬生町の地名。東武宇都宮線おもちゃのまち駅周辺、同町の北東部一帯を指す広域地名である。
町丁名として、おもちゃのまち一丁目からおもちゃのまち五丁目が存在しており、この地域一帯に含まれている。
1960年代に玩具工場が相次いで誘致され、工業団地が造られたためこの名がつけられた。「玩具の町」「おもちゃの町」ではなく、すべて平仮名で表記される。
珍地名として、マスメディアでしばしば取り上げられる。

## 地理
地域としてのおもちゃのまちは、関東平野の北部・壬生町の北東部一区域に相当する。東の下野市との境に姿川が流れる。
宇都宮市や栃木市から程近く、東武宇都宮線が南北を貫くように走り、栃木街道と栃木県道71号が南西部で交差する。交通の便がよいことから、両市のベッドタウンとして発展している。

## 歴史

### 玩具工場の誘致
1950年代末、東京都墨田区に林立していた輸出用玩具メーカーは、地価の高騰による生産設備の拡大のための用地取得の困難や固定資産税負担の増大、工場等制限法による工場の拡張や改修の制限、さらに低海抜地域であることによる台風や水害など自然災害の際の被害といった問題を抱えていた。
そこで東京オリンピックを4年後に控えた1960年（昭和35年）、当時の東京玩具組合長であった富山栄市郎（トミー創業者）は、工場などの設備を他の場所に移転して工業団地を形成するという計画を立てた。
1961年（昭和36年）には千葉県東葛飾郡流山町（現：流山市）が移転候補として上がり、一部用地取得も行われたが、土地価格高騰や地主の反対などが原因で断念。
翌1962年（昭和37年）に輸出玩具工場団地協同組合を結成し、代替地の選定にあたった結果、第二次世界大戦中に使われた飛行場（国谷飛行場）跡地のある、壬生町大字安塚（当時）南部の一帯が選ばれる。この計画に対し、壬生町および沿線の土地を所有していた東武鉄道が積極的に誘致したため、同年に組合は壬生町への進出を正式に決定した。1963年（昭和38年）より、5年計画での建設に着手した。
1964年（昭和39年）2月より工業団地造成と東武鉄道住宅団地を含めた宅地開発を進め、翌1965年（昭和40年）4月には第一期工事が完了し、おもちゃ団地として11企業が操業を開始した。
また同1964年には従業員の交通の便のため、東武宇都宮線国谷駅-安塚駅間におもちゃのまち駅が新設され、4月1日より仮営業を開始、6月7日には正式開業した。トミーによれば、駅名を命名したのは富山栄市郎である。新団地および工場にふさわしい夢のある駅になってほしいという思いを込めて、「おもちゃのまち」とすべて平仮名表記とされた。
1966年（昭和41年）には新たに第2陣が進出し、25社が操業を開始した。また、第二期工事に合わせて建売住宅の販売が始まり、ベッドタウンとしても急速な発展を遂げていった。
1969年（昭和44年）には日本玩具共同研究所も設立された。
1973年（昭和48年）の10周年の時は、団地内生産額は100億円を超えた。

### 獨協医科大学の進出
1960年代末、日本国内での医師不足から、各地で医師教育のため医科大学を設立しようという動きの中、埼玉県の学校法人獨協学園も新たに医科大学を設立することを決定した。
候補地として、獨協大学のある草加市から程近い越谷市や春日部市も挙げられた。最有力だったのが栃木県上都賀郡西方村（現：栃木市）だったが、地主との折り合いが付かず断念。
東武鉄道の所有地だったことから土地が入手しやすいなど、大学建設に適すると判断されたおもちゃ団地に程近い壬生町大字北小林が選定され、1970年（昭和45年）獨協医科大学の設立が決定、1973年（昭和48年）に開学された。
大学開学の翌年、1974年には獨協医科大学病院も開設された。現在、獨協医大病院はおもちゃのまち住民のみならず、周辺自治体にとっても重要な医療拠点となっている。

### 今日のおもちゃのまち
1977年（昭和52年）4月、おもちゃのまち駅周辺地域に住居表示が実施され、駅の西側に緑町一丁目-四丁目、駅の東側に幸町一丁目-四丁目、幸町のさらに東側の工業団地地域におもちゃのまち駅の名にちなみ、おもちゃのまち一丁目-五丁目の地名が付される。また同年4月1日には壬生町立東小学校から分離され、おもちゃのまち地区を学区とする壬生町立睦小学校が新設された。
1990年（平成2年）以降は、輸出高の減少やコストダウンのための新興国への工場移転などに見舞われている。玩具工場は撤退、もしくはプラスチック加工・部品製造など普通の工場に変わり、また物流拠点として倉庫が建設されるなど、当初の「おもちゃのまち」としての特色は薄れつつある。また前述のとおり宇都宮市・栃木市のベッドタウン化するなど性格が変化してきている。
1995年（平成7年）には「おもちゃのまち」の歴史と地名にちなみ、壬生町立の玩具企業博物館「壬生町おもちゃ博物館」が建設され、周囲一帯が総合公園として整備された。ただし、壬生町おもちゃ博物館は「おもちゃのまち」にはなく、少し離れた壬生町国谷に位置する。
バンダイは、2006年（平成18年）8月まで千葉県松戸市に開設していたバンダイミュージアムを、おもちゃ団地内のバンダイコレクションセンター内に移転し、2007年（平成19年）4月28日「おもちゃのまちバンダイミュージアム」としてオープンした。
2012年、おもちゃのまち三丁目地内の地域を大和リースがショッピングセンター「フレスポおもちゃのまち」として整備し、7月から8月にかけて店舗が順次開業した。

### 町おこしキャラクター
2012年には町おこしの一環として、おもちゃ団地協同組合、東武鉄道おもちゃのまち駅、周辺商店会などが新たに「おもちゃのまち活性化推進協議会」を発足した。
ご当地キャラクターとして、2012年8月に小学生の「壬生ゆうゆ」（「遊ぶ」と「夢」から命名）、同年12月にはその姉で、おもちゃのまち駅の女性駅員「壬生えみこ」（同駅に静態保存されているA3形58号蒸気機関車から命名）が発表された。
キャラクターデザインは、同地に本社を置くトミーテックの「鉄道むすめ」を手がけたイラストレーターのみぶなつき。壬生ゆうゆ・えみこ姉妹のキャラクターを使ったオリジナルグッズなどを作成し、萌えおこしに取り組んでいる。

## 町名の変遷
| 実施後               | 実施年月日               | 実施前（それぞれ一部） |
| -------------------- | ------------------------ | ---------------------- |
| 緑町一丁目           | 1977年（昭和52年）4月1日 | 大字北小林             |
| 緑町二丁目           | 1977年（昭和52年）4月1日 | 大字安塚、大字北小林   |
| 緑町三丁目           | 1977年（昭和52年）4月1日 | 大字安塚、大字北小林   |
| 緑町四丁目           | 1977年（昭和52年）4月1日 | 大字安塚               |
| 幸町一丁目           | 1977年（昭和52年）4月1日 | 大字安塚               |
| 幸町二丁目           | 1977年（昭和52年）4月1日 | 大字安塚               |
| 幸町三丁目           | 1977年（昭和52年）4月1日 | 大字安塚               |
| 幸町四丁目           | 1977年（昭和52年）4月1日 | 大字安塚               |
| おもちゃのまち一丁目 | 1977年（昭和52年）4月1日 | 大字安塚、大字北小林   |
| おもちゃのまち二丁目 | 1977年（昭和52年）4月1日 | 大字安塚               |
| おもちゃのまち三丁目 | 1977年（昭和52年）4月1日 | 大字安塚               |
| おもちゃのまち四丁目 | 1977年（昭和52年）4月1日 | 大字安塚               |
| おもちゃのまち五丁目 | 1977年（昭和52年）4月1日 | 大字安塚               |
| 若草町               | 1987年（昭和62年）2月1日 | 大字安塚               |

出典：

## 交通
- 高速道路
  - 北関東自動車道：壬生IC
- 鉄道
  - 東武宇都宮線：おもちゃのまち駅